# Pedro Manuel Lazaga
Pedro Manuel Lazaga (1964) es un asistente de dirección, director y actor español. Ha participado tanto en producciones nacionales como internacionales.  

## Biografía
Es hijo de María Busto y del director y guionista de cine Pedro Lazaga Sabater. Se casó el 8 de abril de 2006 con la cantante Rosario con la que tiene un hijo, Pedro Antonio.

## Filmografía

### Como director
- The Mix (2003)

### Como asistente de dirección
- Juego de tronos (TV serie) (2016)
- Torrente 5: Operación Eurovegas (2014)
- Una noche en el viejo México (2013)
- Maktub (2011)
- Pájaros de papel (2010)
- Che: guerrilla (2008)
- El corazón de la tierra (2007)
- El reino de los cielos (2005)
- Hable con ella (2002)
- Intacto (2001)
- El espinazo del diablo (2001)
- La gran vida (2001)
- Shacky Carmine (1999)
- Todo sobre mi madre (1998)
- El milagro de P.Tinto (1998)
- Carne Trémula (1997)
- ¿De qué se ríen las mujeres? (1997)
- El último viaje de Robert Rylands (1996)
- La flor de mi secreto (1995)
- Morirás en Chafarinas (1995)
- La pasión turca (1994)
- La tabla de Flandes (1994)
- Las nuevas aventuras del zorro (TV serie) (1992-1993)
- Tierno verano de lujurias y azoteas (1993)
- 1492: La conquista del paraíso (1992)
- Curvas peligrosas (TV serie) (1992)
- Drug Wars: The cocaine cartel (TV movie) (1992)
- El día que nací yo (1991)
- Justicia ciega (TV serie) (1991)
- Operación Cóndor (1991)
- Big man (1990)
- The Shell Seekers (TV movie) (1989)
- Indiana Jones y la última cruzada (1989)
- El aire de un crimen (1988)
- Asignatura aprobada (1987)

### Como actor
- Pájaros de papel (2010)
- ¿De qué se ríen las mujeres? (1997)
- Asignatura aprobada (1987)
- Enseñanza (TV serie) (1986)
- El rollo de septiembre (1985)